# Rue de Moresnet
La rue de Moresnet est une rue du quartier du Nord à Liège en Belgique.

## Odonymie
La rue fait référence au village de Moresnet.

## Voies adjacentes
- Rue Lamarck
- Rue Dony
- Place de la Vieille Montagne